# Ejegayehu Dibaba

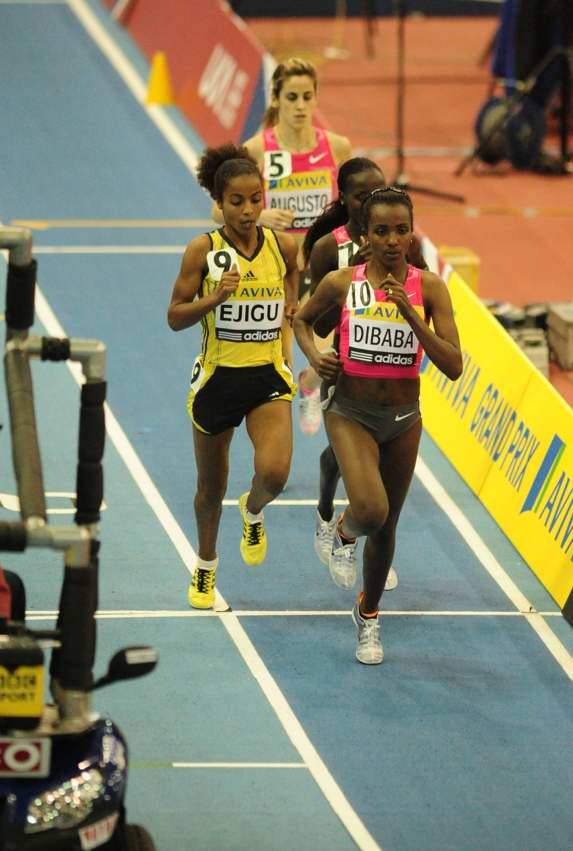
Dibaba beim AVIVA GRAND PRIX in Birmingham (2010)

Ejegayehu Dibaba (* 21. März 1982 in Chefe bei Bekoji, Äthiopien) ist eine äthiopische Läuferin.

## Karriere
Ejegayehu Dibaba feierte ihren ersten großen Erfolg bei den Olympischen Spielen 2004 in Athen. Dort gewann sie die Silbermedaille über 10.000 Meter hinter Xing Huina (CHN) und vor ihrer Cousine Derartu Tulu. Zuvor in diesem Jahr hatte sie mit 14:32,74 min ihre Bestzeit über 5000 Meter aufgestellt.
Bei dem US-Hallen-Meeting Boston Indoor Games 2005 gewann sie im Reggie Lewis Center über 5000 Meter die Silbermedaille hinter ihrer jüngeren Schwester Tirunesh, die einen neuen Weltrekord aufstellte. Über 10.000 Meter stellte sie in diesem Jahr mit 30:18,39 min einen persönlichen Rekord auf. Bei den Weltmeisterschaften 2005 in Helsinki trat sie wie ihre Schwester zunächst über 10.000 Meter, dann am vorletzten Tag der Wettkämpfe auch über 5000 Meter an. In beiden Rennen gewann ihre Schwester Gold und sie selber Bronze.
Beim 10.000-Meter-Lauf der Weltmeisterschaften 2007 in Osaka wurde sie Siebte.
Im August 2015 wurde ihr nachträglich der Sieg des Chicago-Marathon 2011 zuerkannt, da die ursprüngliche Siegerin Lilija Schobuchowa des Dopings überführt wurde.
Ejegayehu Dibaba hat bei einer Größe von 1,60 m ein Wettkampfgewicht von 46 kg.